# 高田博愛
高田 博愛（たかた ひろちか、1890年〈明治23年〉6月25日 - 没年不明）は、日本の実業家、鳥取県多額納税者、地主。族籍は鳥取県平民。

## 経歴
鳥取県西伯郡県村大字福万（のち伯仙町、現・米子市）出身。高田繁太郎の二男。1918年、家督を相続、12代の主となる。農業、金融業を営む。マルタ商会代表取締役、雲陽実業銀行、山陰土地各取締役などをつとめる。

## 人物
貴族院多額納税者議員選挙の互選資格を有する。

## 家族・親族
高田家
村内に28町歩の土地を66人に小作させた。村外には約64町歩の土地があった。年の小作米も3000俵といわれ、広大な邸内に米蔵が棟を並べた。別に山林原野が村内に70町歩、村外にも同じ位あった。戦後、農地改革によって農地は7反の保有地と1町歩の自作地に激減した。屋敷の隣に製材工場を起した。
- 父・繁太郎（1857年 - 1919年、高田家11代目、資産家[6]、農業、大地主[14]）
- 妻・弥生（1891年 - ?、鳥取、後藤市右衛門の妹）[15]
- 息子・允克（1930年 - ?、医師）[16]

親戚
- 妻の兄・後藤市右衛門（質商、鳥取県多額納税者）[15]
- 妹の夫・植田欣二（農業、鳥取県多額納税者）